# كورجون قصير المنقار
كورجون قصير المنقار (الاسم العلمي:Coregonus reighardi) (بالإنجليزية: Shortnose cisco)‏ هو نوع من الأسماك يتبع جنس الكورجون من فصيلة سمك السلمون.